# Teatro Vittorio Emanuele II (Messina)
Il Teatro Vittorio Emanuele II è il principale teatro della città di Messina, il più grande della Sicilia per capienza tra i teatri regionali.

## Storia
Voluto da Ferdinando II di Borbone nel 1842, fu inaugurato nel 1852. Realizzato su progetto dell'architetto napoletano Pietro Valente in stile neoclassico. In precedenza "Teatro Sant'Elisabetta", cambiò nome dopo lo sbarco dei Mille a Messina. Danneggiato dal terremoto di Messina del 1908 è stato oggetto di un restauro che lo ha quasi interamente ricostruito, i lavori furono portati a termine definitivamente nel 1980. Il teatro fu ampliato all'interno in maniera considerevole e la nuova inaugurazione ripropose l'Aida (il 25 aprile 1985), la stessa opera che era stata l'ultima rappresentazione prima del terremoto con Angelo Gamba e Flora Perini.
Il 16 novembre 1987, in collegamento, per la diretta televisiva su Rai Tre, si svolse il consueto programma "La fabbrica dei sogni", dove vide in gara, la Sicilia e la Toscana. Ospite e rappresentante della Sicilia, fu la cantautrice palermitana Giuni Russo.
In questo teatro, il 30 marzo 1870, fece il suo debutto il celebre soprano canadese Marie-Louise-Emma-Cécile Lajeunesse meglio conosciuta con il nome d'arte di Emma Albani. In quell'occasione interpretò il ruolo di Amina nell'opera La sonnambula di Vincenzo Bellini.

## Caratteristiche
Caratterizzato da un portico di ingresso a tre arcate, sulla sommità campeggia un'importante scultura in marmo raffigurante "Il tempo che scopre la Verità e Messina" realizzata dallo scultore messinese Saro Zagari. Il soffitto interno è decorato da Renato Guttuso rappresentando la leggenda di Colapesce.

## Galleria d'immagini

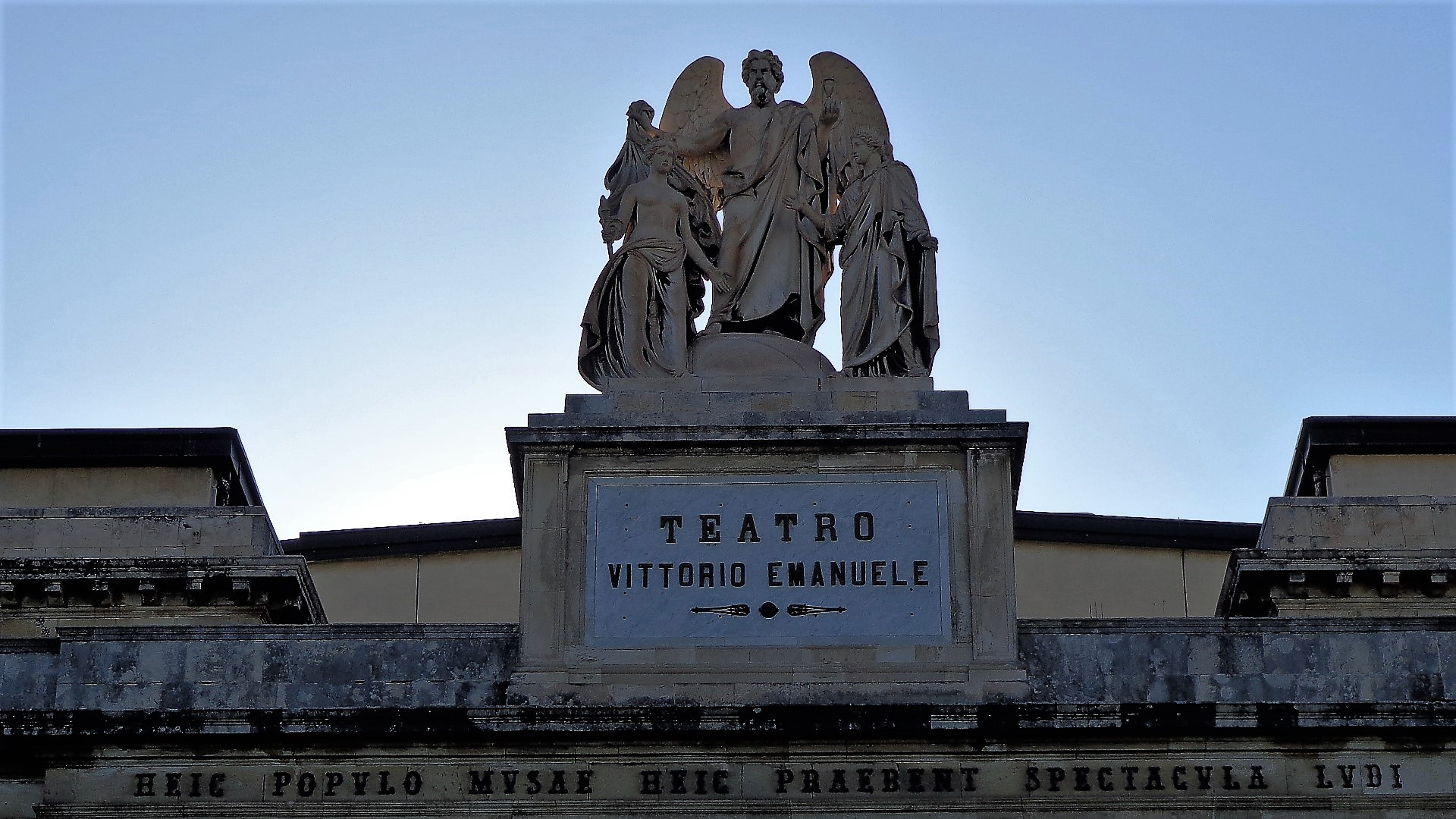
Gruppo frontone.
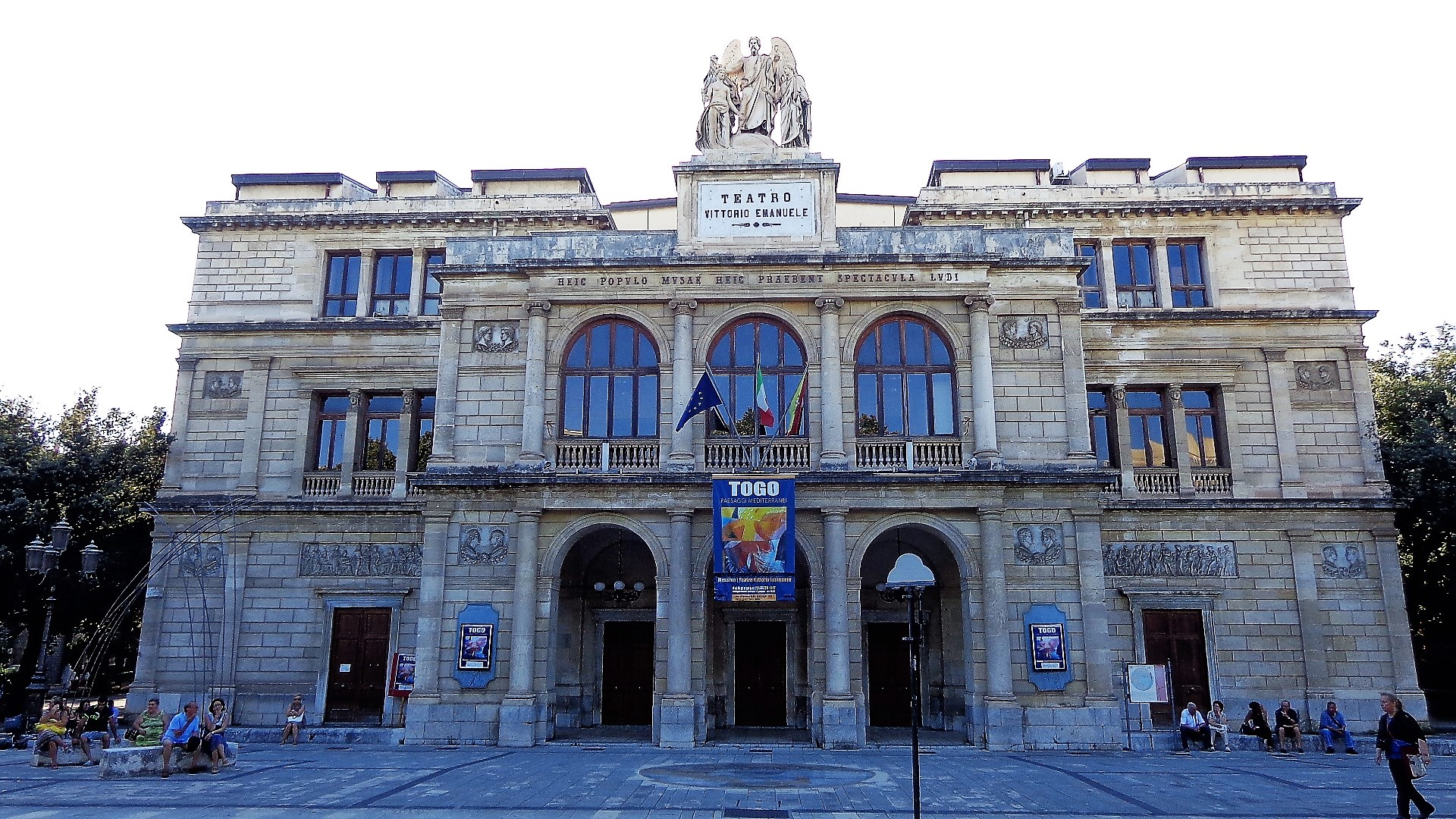
Prospetto.